# Roger IV d'Apulie
Roger IV d'Apulie, né en 1152 et mort en 1161, est le fils de Guillaume Ier de Sicile et de Marguerite de Navarre. Il fut duc d'Apulie de 1154 à sa mort.
En 1156, les barons opposés à Maion de Bari projettent d'assassiner ce dernier, de renverser le roi Guillaume, et d'installer Roger sur le trône de Sicile. Tant qu'il serait mineur, les barons seraient libres de contrôler les décisions du roi. En novembre 1161, Maion de Bari est assassiné dans Palerme, victime d'un complot de la noblesse dirigé par Mathieu Bonnel. Les rebelles capturent le roi Guillaume, font défiler Roger dans les rues, annonçant sa succession et son futur couronnement dans la cathédrale de Palerme. Cependant, la population de la ville lui préfère le frère bâtard du roi, Simon de Tarente. Le peuple se révolte et le palais royal est pris d'assaut. Dans la bataille qui s'ensuit, le jeune Roger est tué par une flèche perdue. Selon une autre théorie, répandue par le chroniqueur Hugues Falcand, c'est Guillaume Ier lui-même qui aurait tué son fils en lui donnant notamment des coups de pieds, mécontent du rôle qu'il aurait joué pendant l'insurrection, avant de jeter ses vêtements royaux et de s'asseoir sur le sol en pleurant
Roger est enterré dans l'église Sainte-Marie-Madeleine de Palerme.